# Сюаньдэ
Чжу Чжаньцзи́ (кит. 朱瞻基, Zhū Zhānjī, 16 марта 1399 — 31 января 1435) — пятый император Китая из династии Мин, правил с 27 июня 1425 года по 31 января 1435 года. Старший сын и преемник императора Чжу Гаочи. Его девиз правления — Сюаньдэ (кит. 宣德, Xuāndé «Провозглашение добродетели»), посмертное храмовое имя — Император Сюань-цзун династии Мин (кит. 明宣宗, Míng Xuānzōng).

## Биография

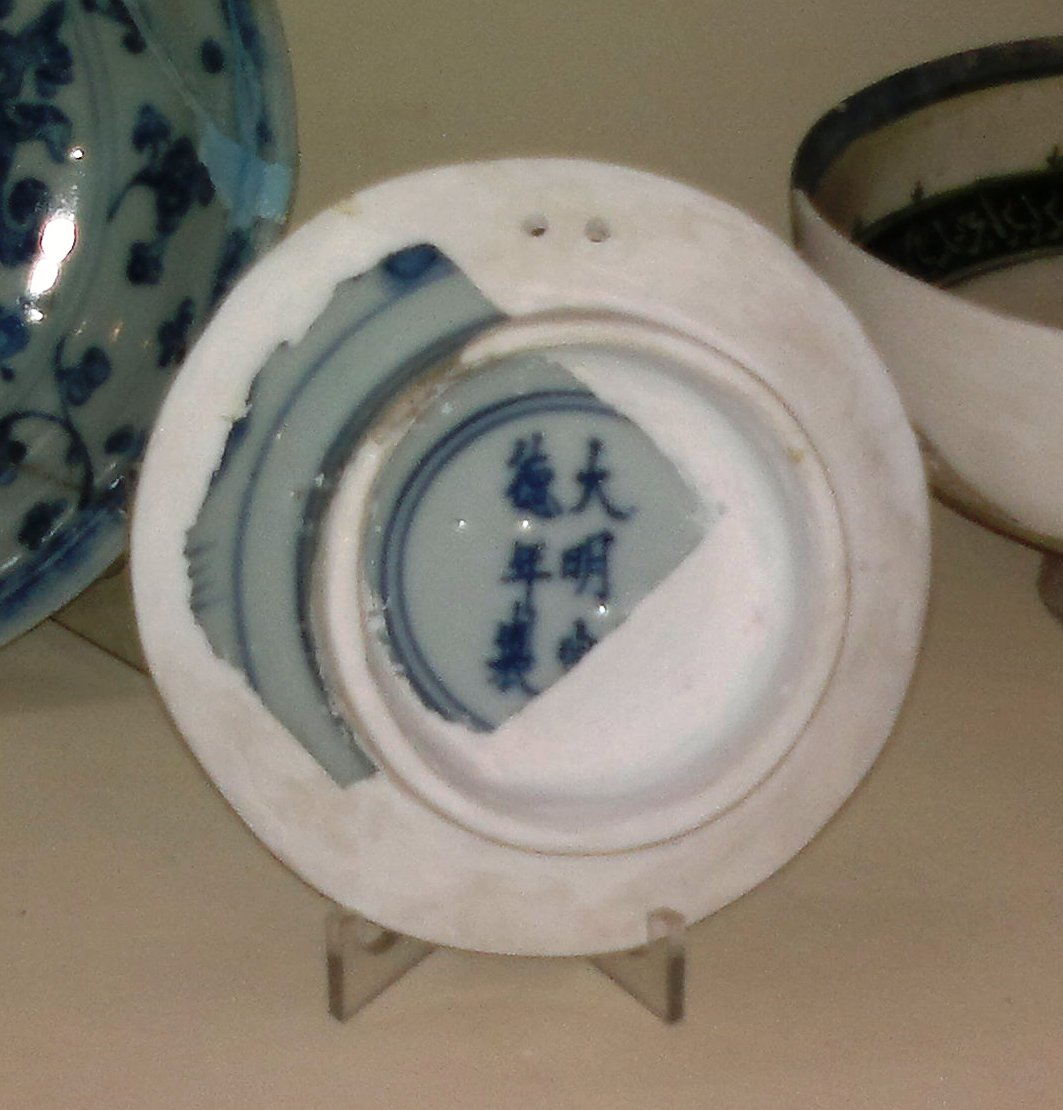
Фаянсовая тарелка с именем Сюаньдэ. Музей истории Азербайджана (Баку)

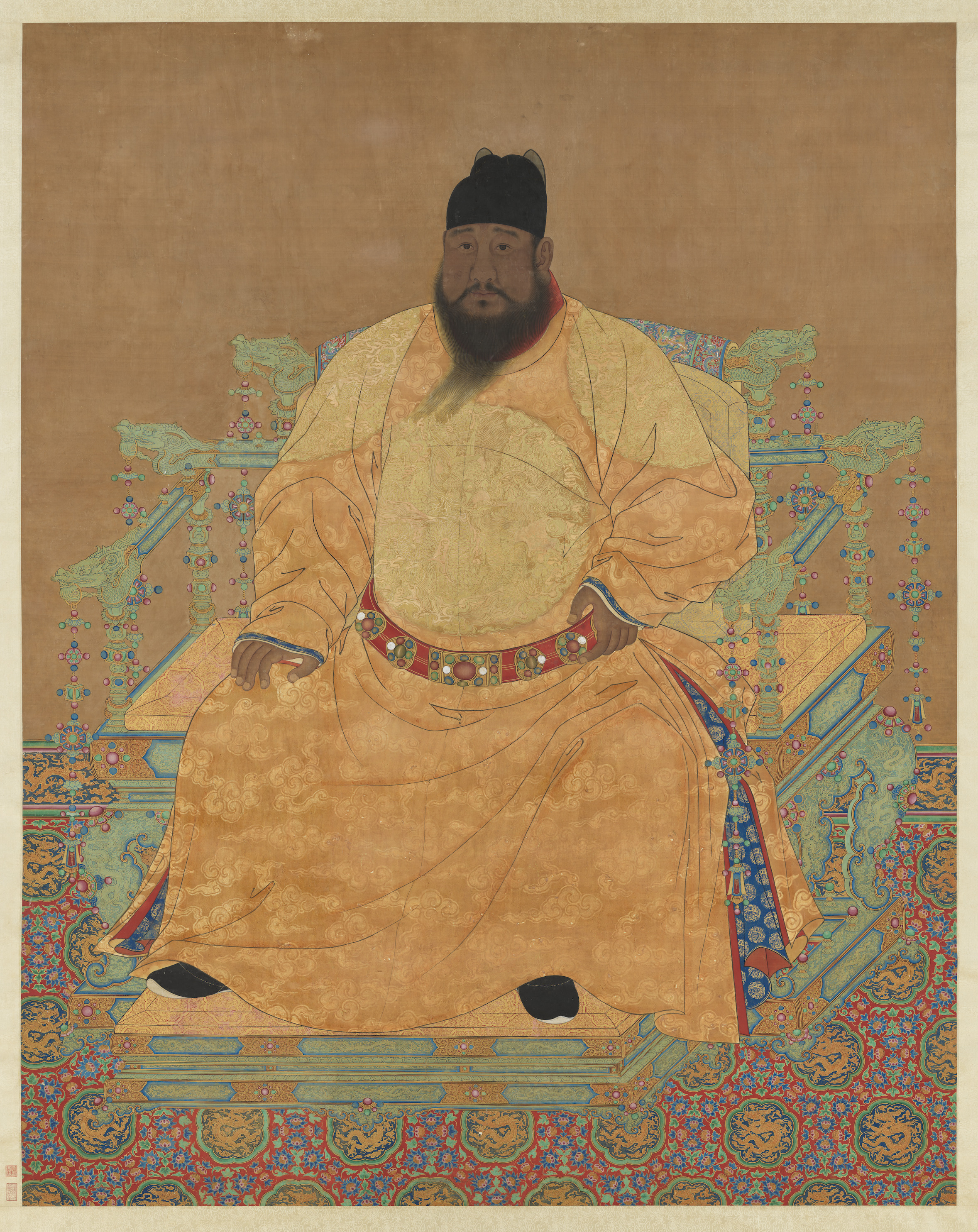

Родился 16 марта 1399 года в Пекине в семье принца Чжу Гаочи. Получил, как и его отец, конфуцианское образование. В 15-летнем возрасте дед Чжу Чжаньцзи, император Чжу Ди, взял его на свою вторую монгольскую кампанию.
После внезапно смерти своего отца Чжу Гаочи, последовавшей 29 мая 1425 года, Чжу Чжаньцзи стал его естественным преемником. Инаугурация состоялась 27 июня 1425 года. Новый император отказался от планов своего отца о переносе столицы империи Мин в Нанкин; императорский двор остался в Пекине.
Вскоре после прихода к власти Чжу Чжаньцзи столкнулся с мятежом в 1426 году дяди Чжу Гаосюя, удельного князя (вана) Хань. Впрочем, этот мятеж удалось быстро подавить; своего дядю император сначала разжаловал в простолюдины, но впоследствии за оскорбительные слова тот был сожжён. Также были казнены дети Чжу Гаосюя вместе с 600 чиновниками из удела Хань, а ещё 2200 человек были высланы в пограничные районы.
Во внешней политике новый император пытался развивать страну, не участвовал в военных походах.
Чжу Чжаньцзи хотел вывести свои войска из Вьетнама, захваченного его дедом Чжу Ди в 1407 году и превращённого в провинцию Цзяочжи, но некоторые из советников императора выступали против. Между тем китайские гарнизоны во Вьетнаме, где разгоралось начавшееся в 1418 году освободительное восстание под руководством Ле Лоя, несли большие потери. В 1427 году император отправил в поход на Вьетнам 100-тысячную армию под командованием генерала Лю Шэня. В этом походе китайцы потерпели поражение и потеряли 70 тысяч воинов; в том же 1427 году Чжу Чжаньцзи приказал вывести войска из Вьетнама и признал его независимость. 

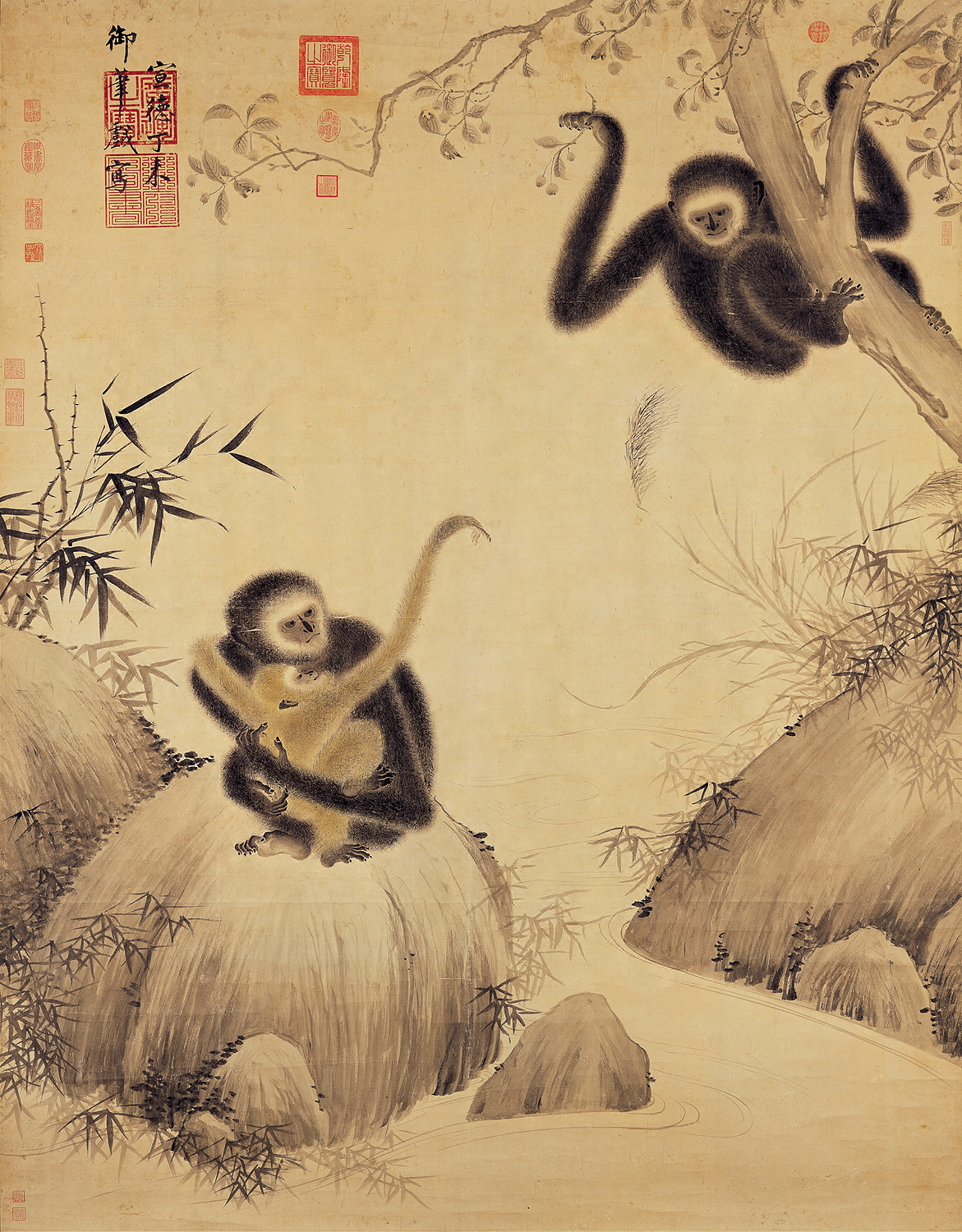
Гиббоны играют. Картина Чжу Чжаньцзи (1427)

В 1428 году вёл оборонительные бои против монголов, в 1431 и 1434 годах с переменным успехом воевал против ойратов. В конце концов и здесь удалось установить мир.
Вместе с тем пытался развивать внешнеэкономические отношения. По приказу Чжу Чжаньцзи были восстановлены морские экспедиции. В 1432 году известный китайский мореплаватель и дипломат Чжэн Хэ совершил очередное путешествие, дойдя до северо-восточной Африки и Аравийского полуострова. Тогда же улучшились отношения с Японией и Кореей.
Во внутренней политике Чжу Чжаньцзи способствовал дальнейшей централизации власти. В то же время всё большее влияние получали евнухи; в противовес этому Чжу Чжаньцзи сформировал правительство из членов академии Ханьлинь. Это позволило эффективно бороться с коррупцией, в 1430 году снизить налоги, улучшить экономическое состояние сельских районов, содействовать развитию городов. Император освобождал от налогового бремени районы, пострадавшие от стихийных бедствий. В 1428 году во время великой засухи правительство продавало по низким ценам хлеб.
Было улучшено состояние правосудия. Ещё в 1425 году император инициировал пересмотр уголовных дел, заведённых в правление предыдущих императоров, и в итоге несколько тысяч человек было оправдано. Эти действия привели к улучшению социального, экономического и политического состояния империи.
31 января 1435 года 35-летний император Чжу Чжаньцзи скончался в Пекине.
Чжу Чжаньцзи имел двух сыновей и трёх дочерей.

## Император-художник

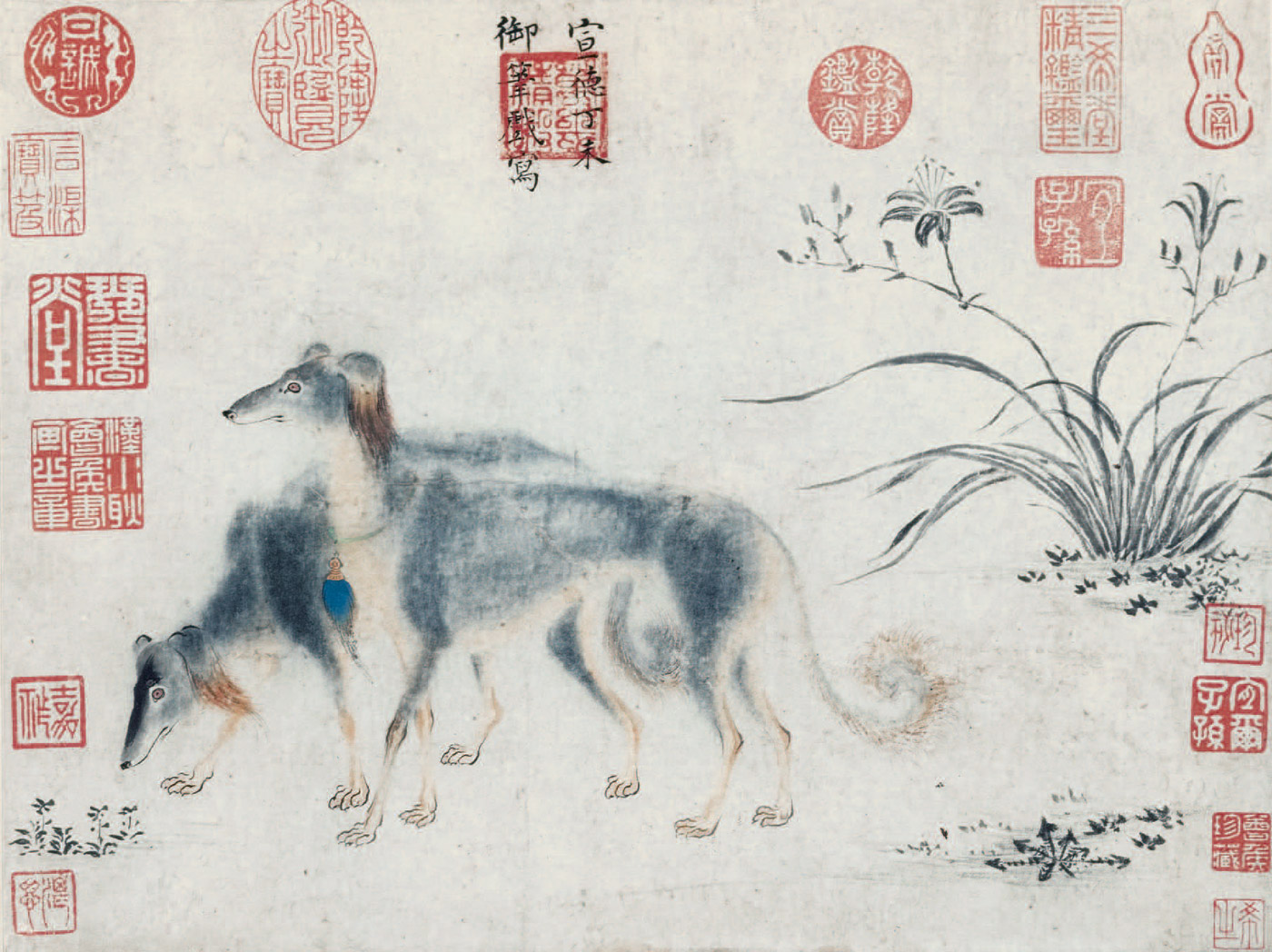
Пара салюки. Картина Чжу Чжаньцзи (1427—1428)

В свободное от руководства страной время Чжу Чжаньцзи занимался изобразительным искусством. По мнению Роберта Маури (Robert D. Mowry), куратора китайского искусства в музее Гарвардского университета, Сюаньдэ был единственным из минских императоров, у которого был настоящий талант и интерес художника.
Особенно известен как художник-анималист. Его кисти принадлежат картины, изображающие императорских борзых собак (салюки) и гиббонов. Как полагал большой знаток обезьян и китайского искусства Роберт ван Гулик, император рисовал гиббонов с натуры, и они, вероятно, содержались в дворцовом саду.